# Marceau Pivert
Marceau Pivert (Montmachoux, 2 ottobre 1895 – Parigi, 3 giugno 1958) è stato un sindacalista, giornalista e politico francese.
Già dirigente di Gauche Révolutionnaire (GR), una delle principali correnti rivoluzionarie dentro alla Sezione Francese dell'Internazionale Operaia (SFIO) durante gli anni 1930, fu poi nel 1938 uno dei fondatori del Partito Socialista Operaio e Contadino (PSOP, Parti socialiste ouvrier et paysan).

## Biografia
Di origini contadine, nacque in una famiglia umile di estrazione politica radical-socialista. Dopo gli studi sostenuti con bravura diventò insegnante e prestò servizio nella prima guerra mondiale. Ritornato dalla guerra, fondò e guidò l'Association de défense des instituteurs anciens combattants (AGIFAC, Associazione per la difesa degli insegnanti veterani) e partecipò al consiglio nazionale del Sindacato Nazionale degli Insegnanti (Syndicat national des instituteurs). Da attivista laico, nel 1924 aderì alla SFIO, affermandosi come un dirigente dinamico ed in costante evoluzione verso la sinistra. Nel 1927, assieme a Jean Zyromski, divenne uno dei principali animatori e dirigenti della corrente di estrema sinistra "Battaglia Socialista (Bataille Socialiste)", una delle correnti marxiste che continuava nella SFIO la tradizione guesdista, incluso il rifiuto di sostenere dei governi borghesi.
Nel 1934 Pivert divenne un ardente assertore del fronte unico, e pronunciandosi per la costituzione di milizie operaie partecipò alla fondazione di un centro di connessione tra le forze antifasciste, a cui parteciparono le Federazioni della SFIO del dipartimento della Senna e di Seine-et-Oise, la Lega Comunista, il Circolo Democratico Comunista ed il Partito di Unità Proletaria. Delle questioni riguardanti la guerra e la difesa nazionale lo porteranno a rompere con Zyromski il 20 settembre del 1935, per fondare una propria corrente chiamata "Sinistra Rivoluzionaria" (Gauche Révolutionnaire, GR), raggruppamento che diventerà una corrente di massa all'interno della SFIO.

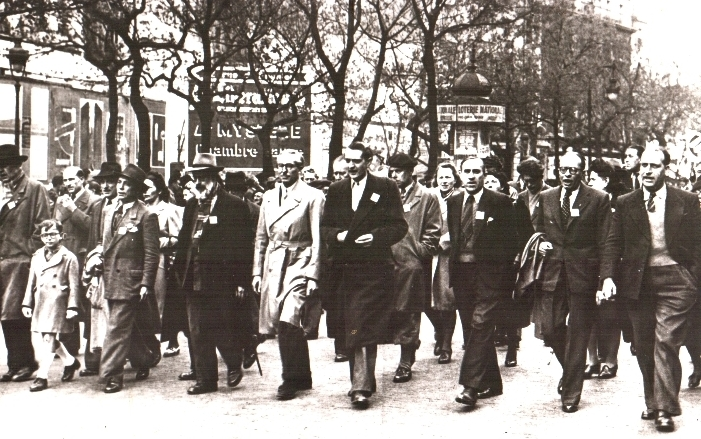
Marceau Pivert (al centro con l'impermeabile chiaro), manifestando accanto a Georges Dardel.

Marceau Pivert, che si interessava per le tecniche organizzative e propagandistiche, lanciò il logo delle tre frecce - che poi diventerà il simbolo del Partito Socialista Operaio e Contadino, riorganizzò il servizio d'ordine della SFIO rinominandolo TPPS (Toujour Prêt Pour Servir, "sempre pronto per servire"), e fondò in seguito un servizio cinematografico per la Federazione della Senna. Promotore della linea del Fronte Popolare di Combattimento, si unì al governo di sinistra nel 1936 come responsabile del controllo dell'informazione sotto Léon Blum. Durante lo sciopero generale in Francia contro il fascismo avuto luogo dal 6 al 25 maggio 1936, pubblicò il suo famoso articolo "Tutto è possibile! (Tout est possible!)".
Il 18 luglio 1936, in seguito al colpo di Stato di Francisco Franco, scoppiò la guerra civile in Spagna. Marceau Pivert usò immediatamente tutti i mezzi che le sue responsabilità governative gli davano - venendo però presto limitato dall'embargo, per favorire nello scontro bellico il Partito Operaio di Unificazione Marxista (POUM). Julián Gorkin, nella sua prefazione al libro di Pivert scritto in Messico nel 1941 e titolato "Dove va la Francia? (Où va la France?)", svelò l'opera di propaganda "poumista" effettuata via radio da Pivert, come anche di sorveglianza degli agenti franchisti operanti in Francia e in Marocco, e l'aver usato la propria posizione nel governo francese per facilitare l'acquisto di armi da inoltrare al POUM. Malgrado gli aiuti concessi agli antifascisti spagnoli, Pivert continuò ad approvare la politica di non intervento sostenuta all'epoca dal governo di Léon Blum.
Al Consiglio nazionale SFIO del novembre 1936 la corrente Gauche Révolutionnaire diretta da Pivert ottenne la maggioranza in quattordici federazioni, rappresentando così oltre il 17% dei voti al Consiglio nazionale del gennaio 1937. Il 23 gennaio 1937 conquistò la direzione della Federazione della Senna, nonostante l'inviolato peso dell'altra corrente di sinistra rivoluzionaria, Bataille Socialiste. Su consiglio del gruppo dirigente poumista, ma soprattutto come protesta contro il crescente cedimento del governo Blum alle pressioni della borghesia, nel febbraio del 1937 Pivert si dimise dalla sua posizione nel governo francese. Si inasprì quindi il conflitto tra la Federazione socialista del dipartimento della Senna, di cui Pivert il 25 gennaio 1938 era stato eletto Segretario generale, e la direzione della SFIO.

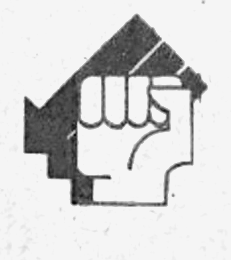
Il logo delle tre frecce, simbolo del PSOP.

L'11 aprile 1938 la Commissione Amministrativa Permanente (CAP) della SFIO sciolse d'imperio la Federazione socialista della Senna, espellendone anche il segretario: la corrente Gauche Révolutionnaire, forte della sua maggioranza, si costituì in seguito come federazione autonoma. Il giornale della corrente pubblicò: «Loro vogliono lo scioglimento per meglio tradire; noi rispondiamo: la Federazione continua!». Il 26 aprile ebbe luogo un'assemblea organizzata al Moulin de la Galette con oltre 3'000 persone presenti. Mentre il 29 maggio, ci fu una manifestazione di protesta contro l'Union sacrée presso il Mur des Fédérés (il Muro dei Federati della Comune di Parigi), il cui appello diceva: «Si tratta di sapere se i discendenti dei comunardi concluderanno un'alleanza mostruosa con quelli dei versaillesi, la Federazione della Senna ha scelto». Intanto, la Gauche Révolutionnaire si era divisa: I militanti massoni presero la decisione di rimanere nella SFIO; mentre Daniel Guérin spingeva sempre più per rompere, scegliendo di allinearsi con la determinazione dei giovani, ed essendo convinto che le misure adottate contro la Gauche Révolutionnaire fossero parte di un piano più vasto per portare il partito nell'Union sacrée. Durante il 35º Congresso della SFIO tenutosi dal 4 al 7 giugno 1938 a Royan, seguì infine da parte di Pivert e del suo gruppo dirigente l'annuncio della costituzione del Parti socialiste ouvrier et paysan (PSOP).
Pivert trascorse gli anni della seconda guerra mondiale in Messico, dove guidò il Fronte Operaio Internazionale (contro la guerra), collaborando con Julián Gorkin e Victor Serge. Il PSOP invece, non sopravviverà alla guerra. Alcuni suoi attivisti, attraverso la resistenza francese, dopo la liberazione dal nazismo si unirono al Partito Comunista Francese (PCF). Al suo ritorno in Francia nel 1946, Pivert tornò nuovamente nella SFIO, ridiventando presto segretario della Federazione della Senna (fino al 1950), e cercando invano di spingere il partito su posizioni di sinistra assieme ad André Ferrat, nel 1948. Pivert auspicava un "terzo campo" di forze non capitaliste e non staliniste, come anche l'autonomia operaia; che nel complesso per alcuni lo rendeva sospetto di approvare le ambiguità del partito socialista nel nuovo quadro della guerra fredda - la cosiddetta "strategia della terza forza".
Verso la fine della sua vita Marceau Pivert si oppose strenuamente alla Guerra d'Algeria. Insieme a Pierre Monatte e Alfred Rosmer partecipò alla fondazione del "Circolo Zimmerwald", sostenendo Messali Hajj, e collaborò con il periodico La Commune, pubblicato dal trotskista Pierre Broué. Disse ai suoi amici: «Tutti mi chiedono perché sto prestando il mio nome alla truffa politica etichettata SFIO. Questa è la verità: rispondo che il mio dovere è di essere lì, in contatto con ciò che c'è ancora di sano nel partito». Nel 1958 Monatte, Rosmer e dei vecchi compagni del POUM parteciperanno ai suoi funerali, nel cimitero di Père-Lachaise di Parigi.

## Opere
- (FR) Marceau Pivert, L'Église et l'école, perspectives prolétariennes (La chiesa e la scuola, prospettive proletarie), Parigi, Editions Figuière, 1932.
- (FR) Marceau Pivert, Action directe contre la guerre et le fascisme (Azione diretta contro la guerra ed il fascismo), Parigi, Éditions Spartacus, 1937.
- (FR) Marceau Pivert, La Révolution avant la guerre (La rivoluzione prima della guerra), Parigi, Éditions Nouveau Prométhée, 1938.
- (FR) Marceau Pivert e Madeleine e Lucien Hérard, Rupture nécessaire (Rottura necessaria), Parigi, Editions du PSOP, 1938.
- (ES) Marceau Pivert, Victor Serge, Julián Gorkin e Gustavo Regler, La G.P.U. prepara un nuevo crimen (La GPU prepara un nuovo crimine), Città del Messico, Edición de Análisis, 1942.
- (FR) Marceau Pivert, Signification internationale de la bataille laïque (Significato internazionale della battaglia laica), 1955.